# 北京地下鉄2号線
北京地下鉄2号線（ペキンちかてつ2ごうせん、中文表記: 北京地铁2号线、英文表記: Beijing Subway Line 2）は、中華人民共和国北京市を走る北京地下鉄の地下鉄路線である。ラインカラーは■青。

## 概要
北京地下鉄2号線（通称 環線）は、北京市の中心部、元北京内城の城壁下を西直門駅を起点に一周する環状線であるため、駅名に「門」が付く駅が大部分を占めている。城壁のあとには都市幹線道路である「二環路」（環状二号線）と「前三門大街」（前三門大通り）が作られ、地下鉄とほぼ並行して市バスの44系統(内回り、外回り)が運行されている。地下鉄は右側通行のため、西直門→復興門→北京駅方向の反時計回り（駅番号順）が「外環」（外回り）で、西直門→東直門→建国門方向の時計回り（駅番号逆順）が「内環」（内回り）である。

## 路線データ
- 複線区間：全線
- 電化区間：全線（直流 750 V 第三軌条方式）
- 地上区間：なし（入出庫線を除く）
- 走行方向：右側通行

## 沿革
- 1969年10月1日：苹果園駅 - 南礼士路駅 - 長椿街駅 - 北京駅間（苹果園 - 南礼士路間は1号線の一部、南礼士路 - 長椿街間は1号線と2号線の連絡線）が開通。ただし、乗車できるのは公務員のみだった。
- 1977年：一般市民に開放。
- 1980年：外国人も使用可能になった。
- 1984年9月20日：建国門駅 - 西直門駅 - 復興門駅間開通。

## 使用車両
いずれも6両編成である。
- DKZ16型：2008年 - 現在

### かつて使用されていた車両
- DK8型→DK16、DK16A、DK16AG型、DK19型：1984年 - 2008年
- BD1型：1990年 - 2008年
- BD11（GTO300）型（「304kW サイリスタチョッパ制御」プロジェクト）：1996年 - 2008年
- DKZ1型（DK13+DK14+DK15）：1988年 - 2003年
- BD11型：2000年 - 2004年
- DK6型：1979年 - 2008年

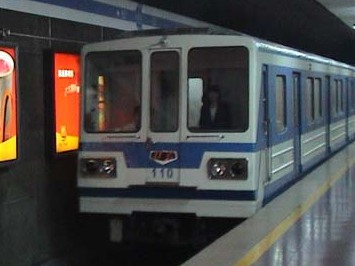
DK16A型電車 （DK8型の車体更新車）
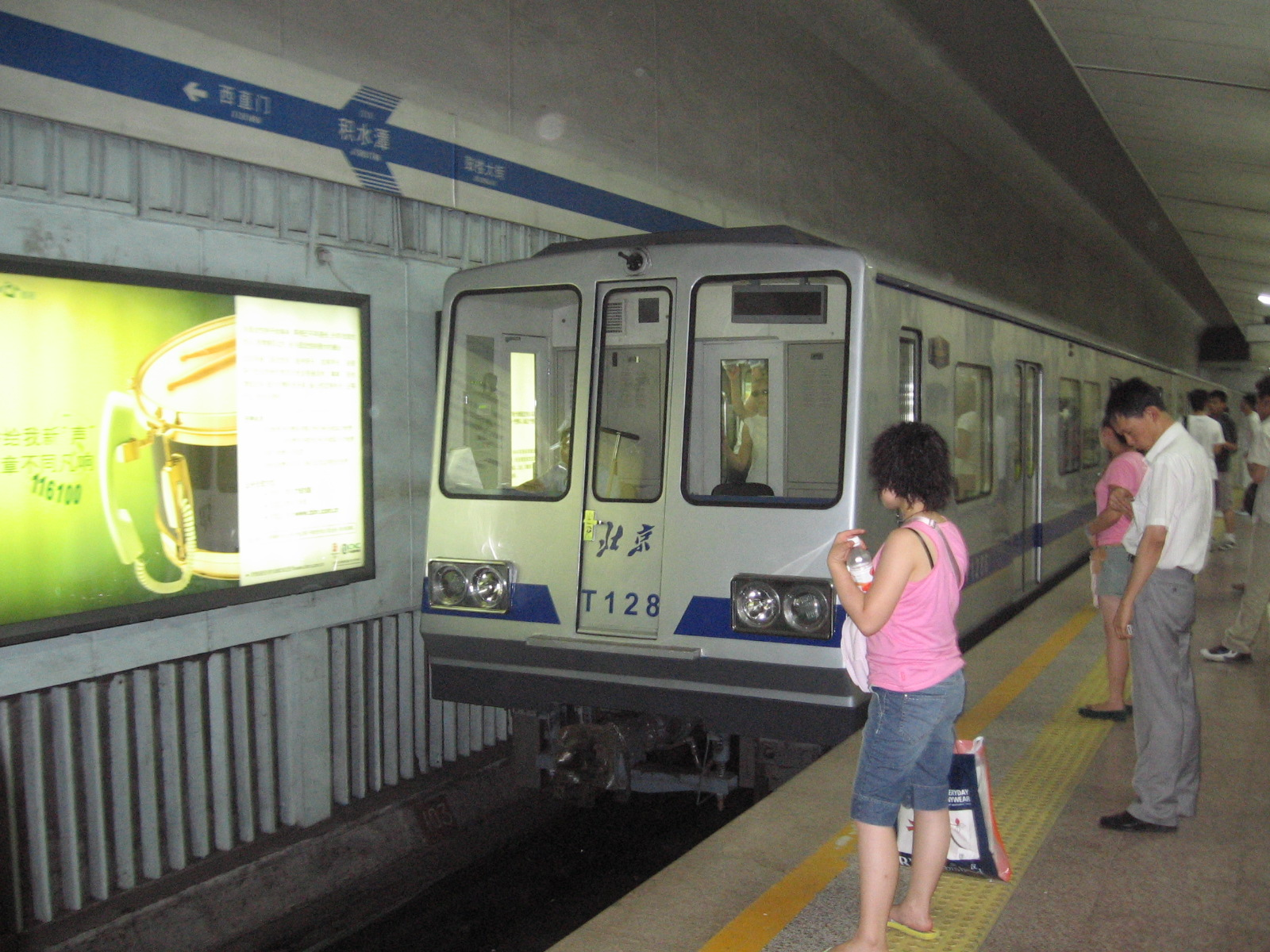
DK16AG型電車 （DK16A型の車体更新車）
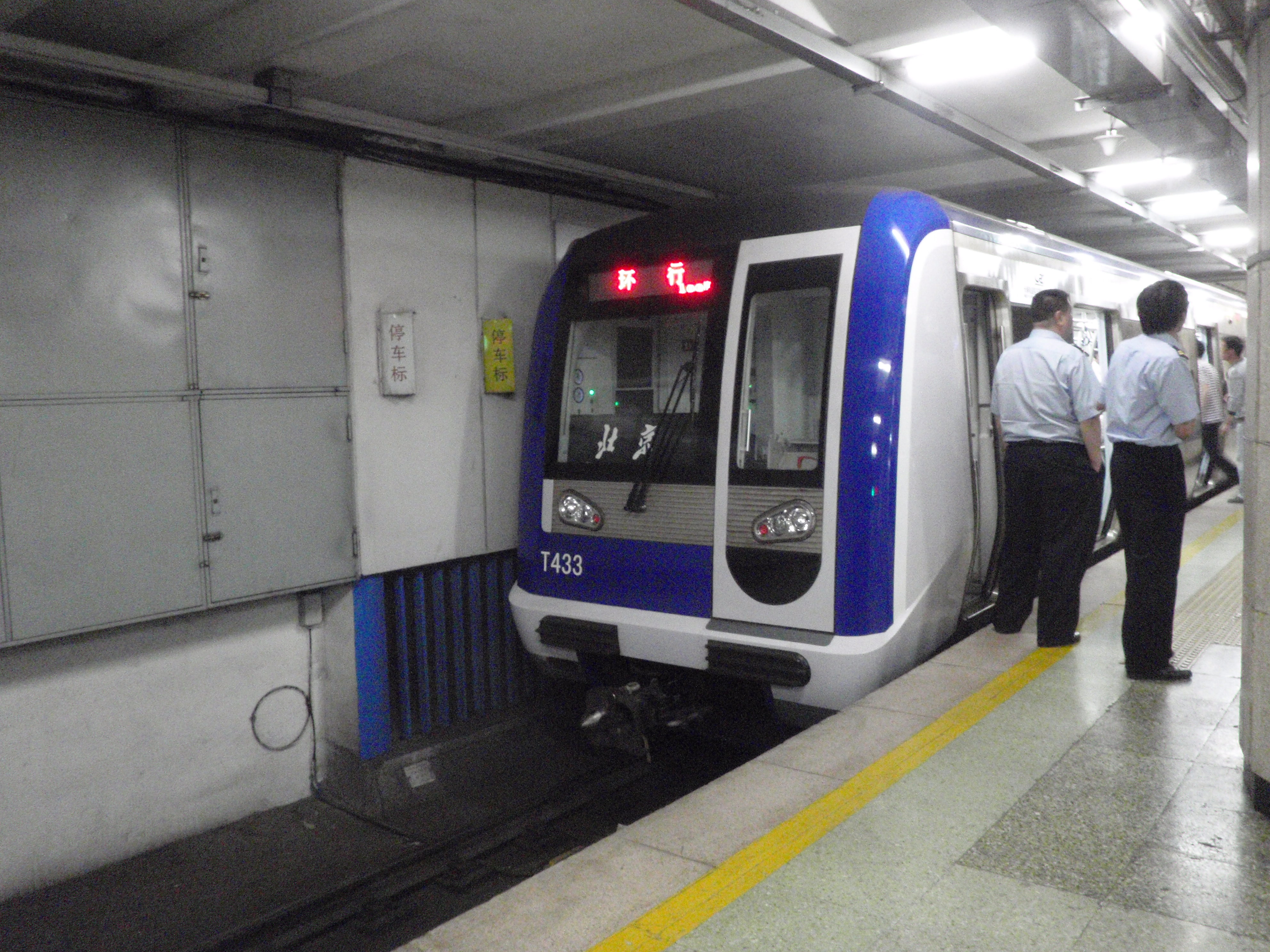
DKZ16型電車

## 駅一覧
| 駅番号 | 駅名       | 駅名         | 駅名                    | 駅間 キロ | 累計 キロ | 接続路線・備考                                         | 所在地 | 所在地        |
| 駅番号 | 日本語     | 簡体字中国語 | 英語                    | 駅間 キロ | 累計 キロ | 接続路線・備考                                         | 所在地 | 所在地        |
| ------ | ---------- | ------------ | ----------------------- | --------- | --------- | ------------------------------------------------------ | ------ | ------------- |
| 201    | 西直門駅   | 西直门站     | Xizhimen                | 0.000     | 0.000     | ■13号線 (1301) ■4号線 中国鉄路総公司 京包線 (北京北駅) | 北京市 | 西城区        |
| 202    | 車公荘駅   | 车公庄站     | Chegongzhuang           | 0.909     | 0.909     | ■6号線                                                 | 北京市 | 西城区        |
| 203    | 阜成門駅   | 阜成门站     | Fuchengmen              | 0.960     | 1.869     | ■3号線（建設中）                                       | 北京市 | 西城区        |
| 204    | 復興門駅   | 复兴门站     | Fuxingmen               | 1.832     | 3.701     | ■1号線 (114)                                           | 北京市 | 西城区        |
| 205    | 長椿街駅   | 长椿街站     | Changchunjie            | 1.234     | 4.935     |                                                        | 北京市 | 西城区        |
| 206    | 宣武門駅   | 宣武门站     | Xuanwumen               | 0.929     | 5.864     | ■4号線                                                 | 北京市 | 西城区        |
| 207    | 和平門駅   | 和平门站     | Hepingmen               | 0.851     | 6.715     |                                                        | 北京市 | 西城区        |
| 208    | 前門駅     | 前门站       | Qianmen                 | 1.171     | 7.886     | ■8号線                                                 | 北京市 | 東城区        |
| 209    | 崇文門駅   | 崇文门站     | Chongwenmen             | 1.634     | 9.520     | ■5号線 (506)                                           | 北京市 | 東城区        |
| 210    | 北京站駅   | 北京站       | Beijing Railway Station | 1.023     | 10.543    | 中国鉄路総公司 京滬線 京哈線 北京地下直径線            | 北京市 | 東城区        |
| 211    | 建国門駅   | 建国门站     | Jianguomen              | 0.945     | 11.488    | ■1号線 (120)                                           | 北京市 | 東城区 朝陽区 |
| 212    | 朝陽門駅   | 朝阳门站     | Chaoyangmen             | 1.763     | 13.251    | ■6号線                                                 | 北京市 | 東城区 朝陽区 |
| 213    | 東四十条駅 | 东四十条站   | Dongsi Shitiao          | 1.027     | 14.278    | ■3号線                                                 | 北京市 | 東城区        |
| 214    | 東直門駅   | 东直门站     | Dongzhimen              | 0.824     | 15.102    | ■13号線 (1316) ■首都機場線 (A05)                       | 北京市 | 東城区        |
| 215    | 雍和宮駅   | 雍和宫站     | Yonghegong Lama Temple  | 2.228     | 17.330    | ■5号線 (512)                                           | 北京市 | 東城区        |
| 216    | 安定門駅   | 安定门站     | Andingmen               | 0.794     | 18.124    |                                                        | 北京市 | 東城区        |
| 217    | 鼓楼大街駅 | 鼓楼大街站   | Gulou Dajie             | 1.237     | 19.361    |                                                        | 北京市 | 東城区 西城区 |
| 218    | 積水潭駅   | 积水潭站     | Jishuitan               | 1.766     | 21.127    | ■19号線                                                | 北京市 | 西城区        |
| 201    | 西直門駅   | 西直门站     | Xizhimen                | 1.899     | 23.026    | ■13号線 (1301) ■4号線 中国鉄路総公司 京包線 (北京北駅) | 北京市 | 西城区        |